# E·富兰克林·弗雷泽

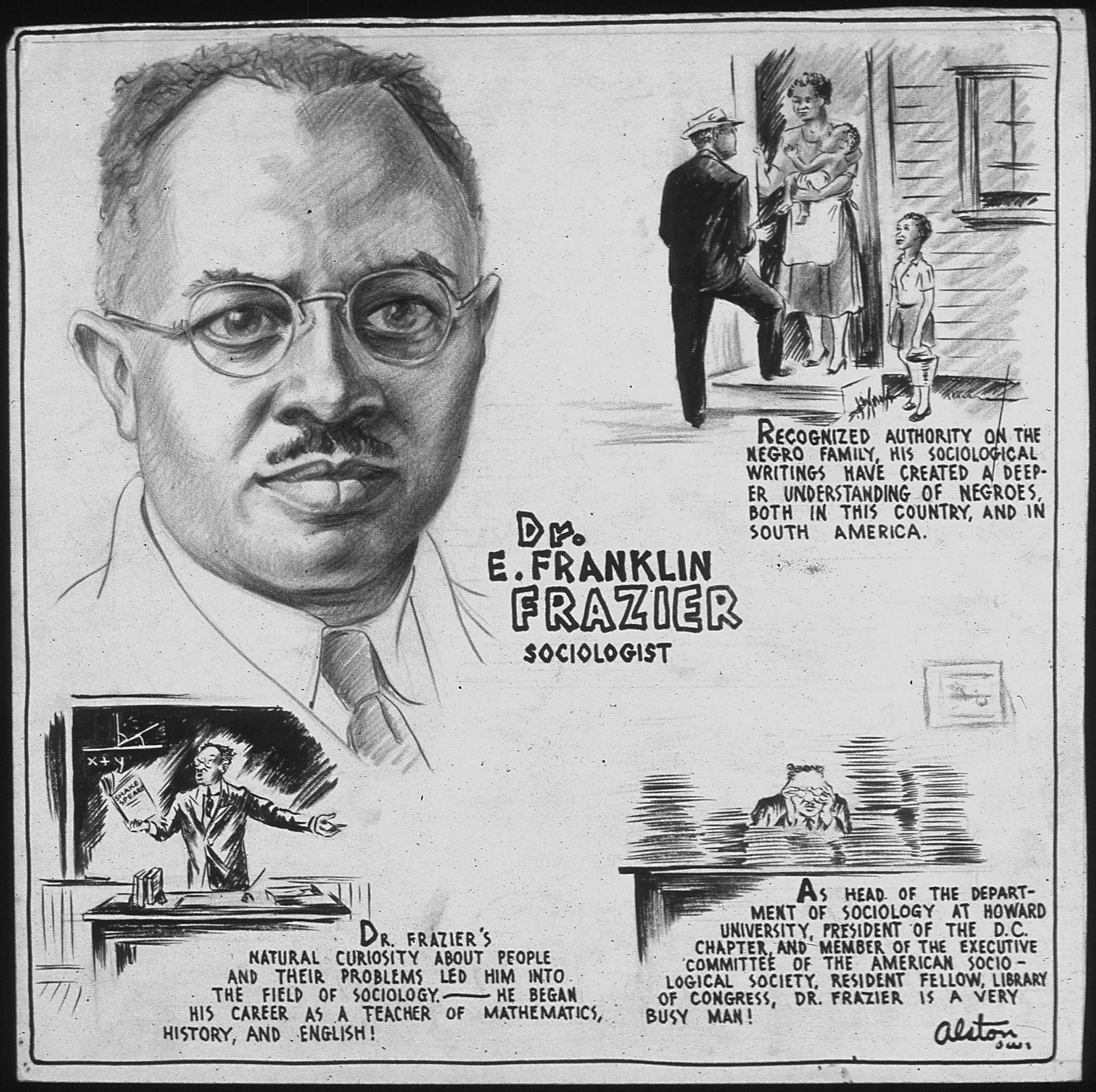
E·富兰克林·弗雷泽

E·富兰克林·弗雷泽（Edward Franklin Frazier，1894年9月24日 - 1962年5月17日）是一位美国社会学家和作家。弗雷泽生于巴爾的摩。1916年，弗雷泽从霍华德大学毕业。 之後他又进入克拉克大學學習並获得硕士学位。1948年，弗雷泽当选首位美国社会学协会黑人主席。